# Sukhra
Sukhra (arapski: شُقرة), je obalni grad na jugu Jemena, udaljen oko 120 km jugoistočno od luke Aden, te 60 km od regionalnog središta Zinjibara. 
Sukhra je bila povijesno sjedište sultana Fadli još od od 17. stoljeća. Oni su u tom malom lučkom gradu uz obale Indijskog oceana imali svoju palaču. Sukhra je ostala sjedište Sultanata Fadli i nakon što je on postao dio Protektorata Aden 1890. godine.
Kad su Britanci su 1944. godine spojili Abjan i Sultanat Fadli oni su kao povoljnije regionalno administrativno sjedište odabrali Zinjibar iz biližeg Abjana kao sjedište Sultanata. Ali je tadašnji sultan Sultanata Fadli `Abd Allah ibn `Uthman al-Fadli odbio otići u novo središte, već je ostao u staroj prijestolnici svog plemena Sukhri. Tek njegov nasljednik je od 1962. boravio u Zinjibaru iz čisto praktičnih razloga, iako je njegova palača koja mu je ostala službena rezidencija, ostala u Sukhri.